# أوسترسخيلده

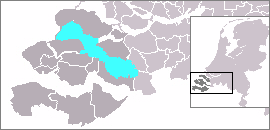
سخيلت الشرقي (Oosterschelde)

سخيلت الشرقي (بالهولندية: Oosterschelde) هو حوض مائي في مقاطعة زيلند، هولندا، بين بلديتي سخاون- داوفللاند وتولين في الشمال ونورد- بيفيلاند وZuid-Beveland في الجنوب. وهو أيضاً أكبر متنزه طبيعي في هولندا، تأسس في 2002.